# Pasaporte timorense
El pasaporte timorés es el documento de identidad internacional en formato de libreta electrónica biométrica (desde 2017) emitido para los nacionales timorenses que viajan al extranjero. La entidad encargada de la emisión del documento es la Dirección Nacional de los Registros y el Notariado (Direção Nacional dos Registos e do Notariado en portugués), un organismo dependiente del Ministerio de Justicia de Timor Oriental.

## Antecedentes
Hasta 1975, al ser los actuales territorios timorenses parte del Timor portugués, los habitantes nacidos en esa parte de la isla de Timor eran considerados como ciudadanos portugueses y, por ende, les era emitido un pasaporte portugués. Posteriormente y luego de nueve días de corta independencia hasta la invasión indonesia de Timor Oriental entre 1975 y 2002, a los timorenses se les expidió el pasaporte indonesio como documento de viaje al exterior. Durante la Administración de Transición de las Naciones Unidas para Timor Oriental, las autoridades de las Naciones Unidas fueron las encargadas de emitir un documento especial para la salida del país de los timorenses. En un comienzo y a partir de 1999, se trató de una simple hoja de papel con los datos del portador, como si se tratase de una acta de nacimiento.
El primer pasaporte biométrico timorense (Passaporte Eletrónico de Timor-Leste; PETL) fue presentado el 5 de mayo de 2017 por el entonces Presidente de Timor Oriental, Xanana Gusmão, en conjunto al Ministro de Justicia, Ivo Jorge Valente. La tarjeta electrónica utiliza un sistema proporcionado por la compañía Gemalto.

## Tipos de pasaporte
De acuerdo a la legislación timoresa vigente mediante el decreto ley 2/2002, el cual entró en vigencia el 27 de junio de 2022, los pasaportes expedidos por las autoridades de Timor Oriental se dividen en cuatro categorías:
- Pasaporte común para cualquier ciudadano del país
- Pasaporte diplomático
- Pasaporte oficial (o de servicio)
- Pasaporte para extranjeros, expedido para apátridas y personas sin representación diplomática o consular en Timor Oriental y que demuestren que no pueden obtener un pasaporte estando en el territorio timorense

## Libertad de viaje para ciudadanos timorenses
De acuerdo al Índice de restricciones de Visa de 2023, los ciudadanos timorenses pueden ingresar a 94 países sin la necesidad de requerir un visado, posicionando al pasaporte de ese país en el puesto 58 a nivel global en el ranking. Para los países y territorios oficialmente lusófonos, a Portugal, Cabo Verde y Santo Tomé y Príncipe, los ciudadanos timorenses están exentos de visado; mientras que para Mozambique, Angola y Macao (región administrativa especial de China) es posible obtener una autorización de viaje electrónica (eVisa); a Guinea-Bisáu es posible obtener un visado a la llegada (VOA).

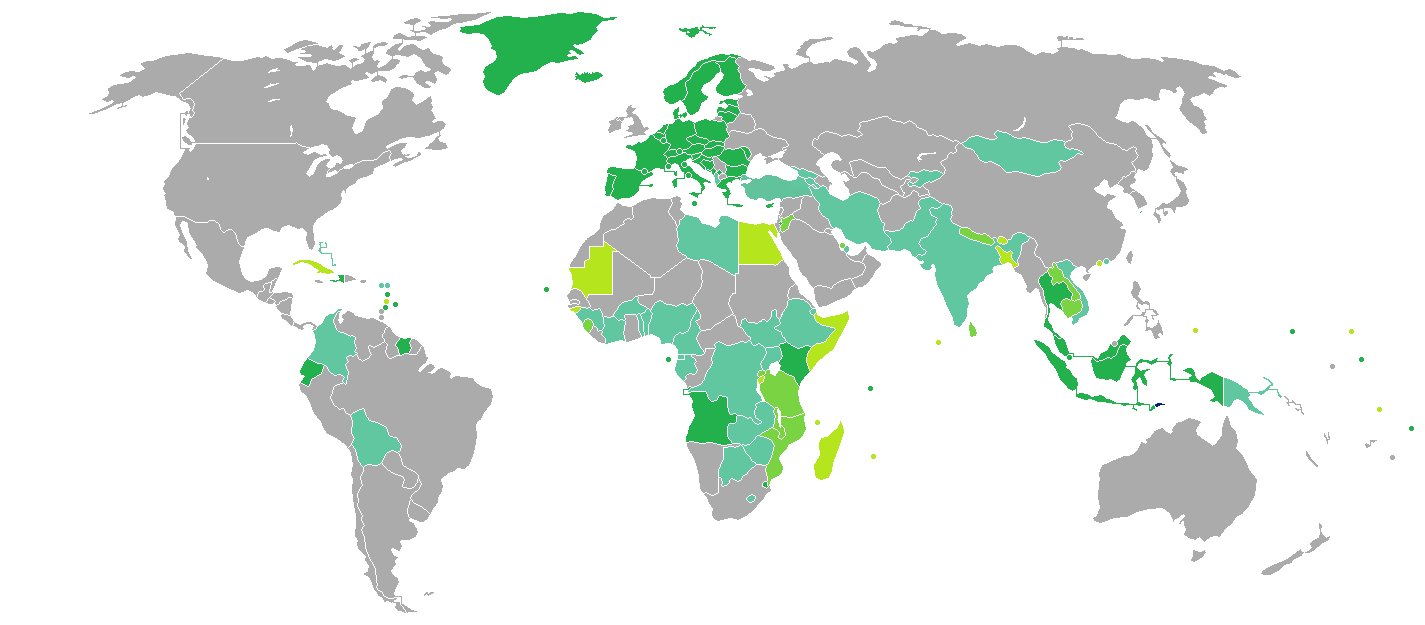
Requerimientos de visado para ciudadanos timorenses en el mundo.
Timor Oriental
Visa liberada
Visado a la llegada (VOA)
eVisa
Visa disponible tanto a la llegada como en línea
Solicitan visa para todo ingreso